# Liberty Star
Die Liberty Star ist ein US-amerikanisches, hochseetüchtiges Arbeitsschiff und Hochseeschlepper. Sie befindet sich gemeinsam mit ihrem Schwesterschiff, der Freedom Star, im Besitz der NASA, wurde allerdings von der United Space Alliance betrieben.

## Geschichte
Gebaut wurde die Liberty Star unter der Baunummer 183 von Atlantic Marine Shipyard in Fort George Island, Florida. Im Oktober 1980 wurde sie an ihren ursprünglichen Besitzer United Technologies ausgeliefert, der sie später an die NASA verkaufte. Dort wurde die Liberty Star, genau wie die Freedom Star, unter anderem jahrelang dazu benutzt, die Feststoffraketen der Space Shuttles aus dem Atlantik zu bergen, wobei sie als Schlepper diente. Außerdem transportierte sie den externen Tank der Space Shuttles vom Herstellungswerk, der Michoud Assembly Facility in New Orleans, Louisiana, zum Vehicle Assembly Building auf dem Kennedy Space Center in Florida.
Am 21. August 2012, kurz nach Ende der Space-Shuttle-Missionen, einigte sich die NASA mit der US-Verkehrsbehörde darauf, die Liberty Star der United States Merchant Marine Academy als Trainingsschiff zu überlassen. Trotzdem steht das Schiff der NASA für zukünftige Missionen zur Verfügung.

## Technische Daten
Das Schiff wird von zwei Dieselmotoren von General Motors mit einer Leistung von jeweils 1119 kW angetrieben. Ein Heckstrahlruder ermöglicht, dass das Schiff sich mithilfe eines Wasserstrahls in jede Richtung bewegen kann, ohne dabei die Propeller zu benutzen. Dieses System wurde angebracht, um die im Banana River, wo sich der Heimathafen der Liberty Star und Freedom Star befindet, gefährdete Seekuhpopulation zu schützten. Außerdem wird dadurch die Gefahr für Taucher gesenkt, die während der Missionen in der Nähe des Schiffs arbeiten.